# جلان كونستانتين
جلان كونستانتين هو لاعب كرة القدم الكندية كندي، ولد في 23 ديسمبر 1964 في مدينة كيبك في كندا.